# Siona Atreides
Siona Ibn-Fuad Al-Seyefa Atreides es un personaje de ficción de la serie de novelas Dune de Frank Herbert. Siona Atreides aparece en el cuarto volumen de la serie: Dios Emperador de Dune.
Siona es descendiente directa de Ghanima Atreides y Harq al-Ada también conocido como el Perturbador del Hábito, nacido con el nombre de Farad'n Corrino, nieto de Shaddam IV, el emperador Padsishah destronado por Paul Atreides (Muad'Dib), y nace aproximadamente cerca del año 3500 de la Senda de Oro, gobernada por el temible Dios Emperador, Leto II Atreides.
Se dice que Siona es físicamente parecida a la Dama Jessica, madre de Paul Muad'Dib, sin embargo alberga en su corazón un espíritu rebelde que la hace odiar al Tirano y conjurar una rebelión en su contra. 
El Dios Emperador sabía que al igual que en el padre de Siona, Moneo y todos los ascendientes de él, la rebelión era una forma común en que los Atreides desahogaban su espíritu juvenil, y que tras ser sometidos a una prueba en la que vislumbraban el alcance de la Senda de Oro, todos ellos terminaban apoyándole y sirviéndole.
Pero Siona tenía una cualidad especial que resultó ser la muerte de Leto II: Siona era invisible a la visión presciente, por lo que su destino no podía ser visto por El Tirano. Así, éste no pudo prever que ella, junto al ghola Duncan Idaho estaba en la montaña cerca del Sietch Tabr atentando contra su vida.
En los tiempos de La Dispersión, se habló que Siona tuvo innumerables hijos con Duncan y que todos ellos nacieron con la misma propiedad de no ser vistos por el oráculo. Siglos después de todos los descendientes de los Atreides se decía que eran poseedores de la Sangre de Siona. Su descendiente más destacada milenios más tarde es la Reverenda Madre Darwi Odrade quien será superiora de la Bene Gesserit en Casa Capitular Dune. Pese a que todos los miembros de la Bene Gesserit tenían la Sangre de Siona, la descendencia de la familia Atreides era motivo de vigilancia y precaución por los misteriosos poderes que se escondían en sus genes, especialmente tras los milenios de tiranía de Leto II, quien había puesto de rodillas a la Hermandad.

## Referencia bibliográfica
- Frank Herbert, Dios Emperador de Dune. Ediciones Debolsillo: Barcelona, 2003. ISBN 978-84-9759-748-7
- Frank Herbert, Herejes de Dune. Ediciones Debolsillo: Barcelona, 2003. ISBN 978-84-9759-731-9
- Frank Herbert, Casa Capitular Dune. Ediciones Debolsillo: Barcelona, 2003. ISBN 978-84-9759-770-8